# Radnice v Hodkovicích nad Mohelkou
Radnice v Hodkovicích nad Mohelkou je novorenesanční stavba na Náměstí T. G. Masaryka čp. 1.
Radnice je poprvé doložená roku 1586, v průběhu let několikrát vyhořela, roku 1692, 1707 vyhořela věž, 1768 věž opět těžce poškozena po zásahu bleskem. Během velkého požáru roku 1806 zcela vyhořela. V letech 1811–1812 postavil novou budovu Josef Arnold, tuto v roce 1889 novorenesančně přestavil Franz Wilde.